# 布雷茲維爾 (馬里蘭州)
布雷茲維爾（英語：Breathedsville）是位於美國馬里蘭州華盛頓縣的一個普查規定居民點。

## 人口
根據2020年美國人口普查的數據，布雷茲維爾的面積為0.96平方千米，當中陸地面積為0.96平方千米，而水域面積為0.00平方千米。當地共有人口255人，而人口密度為每平方千米265.63人。